# Emilie Mundt
Caroline Emilie Mundt (født 22. august 1842 i Sorø, død 25. oktober 1922 på Frederiksberg) var en dansk maler. Emilie Mundt var datter af lektor, senere professor Carl Mundt og Caroline (Amalie) Jørgensen. Hun forblev ugift, men var bofælle med maleren Henriette Marie Antonette Luplau i perioden 1876-1922.

## Liv og gerning

### Barndom og ungdom
Sin tidlige barndom tilbragte Emilie Mundt i Sorø, hvor hendes fader Carl Emil Mundt var professor ved Sorø Akademi. Fra hjemmet var hun vant til politiske og filosofiske diskussioner, idet faderen var medlem af Den grundlovgivende Rigsforsamling, og farbroderen J.H. Mundt var borgmester i København. Da hun var tre år døde moderen, og faderen flyttede omkring 1850 med den store børneflok til København. Sammen med søsteren Jacobine fik hun sin skolegang i N. Zahles Skole, hvor hun 1861 tog privatlærerindeeksamen. Modsat søsteren fik hun rosende vidnesbyrd fra tegnelæreren F.F. Helsted for sine evner i tegning. Efter endt uddannelse fortsatte hun som tegne- og skrivelærerinde ved skolen og blev kollega til malerinden Christine Løvmand.

### Maler
Først som trediveårig bestemte Emilie Mundt sig for at blive maler og søgte da ind på Vilhelm Kyhns private tegne- og malerskole for kvinder, hvor hun traf Marie Luplau. Desuden malede hun to måneder hos Jørgen Roed. Mundt søgte i 1875 forgæves optagelse på Kunstakademiet, og efter råd fra Elisabeth Jerichau Baumann rejste hun sammen med Marie Luplau til München for at studere. Efter hjemkomsten åbnede hun og Marie Luplau en tegne- og maleskole for kvinder, som var med til at præge en stor del af periodens kvindelige, danske malere.

### Asyl- og børnebilleder
Under det senere studieophold i Paris var det navnlig salonmaleriet, og især værker af Jules Breton og Jules Bastien-Lepage, der optog Mundt. Deres gengivelser af fattigfolk inspirerede hende til en række skildringer af asylbørns liv, bl.a. fra asylet i Istedgade. Hendes billeder af livet på børneasyler var noget nyt, samtidig med at de afspejlede en kvindepolitisk interesse for arbejderkvindernes og børnenes sag. Som børneskildrer var hun uovertruffen, men hun mangler stadig at blive indskrevet i den gængse kunsthistorie. Da hendes asylbillede i 1891 blev udstillet i Paris blev det rosende omtalt i det franske kvindetidsskrift La Citoyenne. 
| - 'Asylet i Istedgade' og 'Efter hjemkomsten' - Fra asyllet i Istedgade, 1886 Interiør med asylmutter og børn - Efter hjemkomsten, 1892-93 Randers Kunstmuseum. |

### Figurbilleder
Blandt figurbillederne er gruppebilleder af selskabelige sammenkomster, ofte skildret ved aftenlys. Et hovedværk er Efter hjemkomsten, som findes på Randers Kunstmuseum. Hendes tegninger har ofte børn som motiv, derudover landskaber og bondeinteriører. Mundt arbejdede aktivt for at skaffe kvinder adgang til Kunstakademiet og var medvirkende til, at det i 1888 lykkedes at få Kunstakademiets Kunstskole for Kvinder oprettet. Da Kvindelige Kunstneres Samfund blev stiftet i 1916, var hun blandt de første medlemmer.

## Gravsted
Emilie Mundt er begravet på Solbjerg Parkkirkegård på Frederiksberg.

## Billeder
| - Børn - “To børn”. En dreng er ved at åbne en lille æske, en pige følger spændt med, 1878 - Lille pige i en hvid kjole, 1883 - Karen og Gerda, 1886 - Portræt af en lille dreng, 1886 |

| - To Piger på tur, 1890 - En dreng snitter en kæp i haven, 1894 - Legende pige, 1894 - Interiør med en lille pige, der leger, 1900 - To legende børn på marken, 1904 - To drenge på stranden i Skagen. 1906 - Pige siddende i græsset blandt brændenælder og mælkebøtter, 1907 |

| - Udendørsscener – natur – landskaber - Italiensk scene med kvinde og legende barn, 1879 - Skræpper ved en Bondegaard 1887 - Solskin. Motiv fra Højrup ved Stevns, 1889 - Diset sommermorgen, ca. 1890 - Pæoner. Motiv fra en fiskerhave ved Svendborg Sund, 1893 - Sommerdag ved Sølyst, 1895 - Parti fra kanten af en sø, 1901 - Kystparti fra Skagen, 1905 |

## Udstillinger
- Charlottenborg, Forår 1878 til 1923
- Nordisk Udstilling, 1888
- Paris 1889
- Kvindernes Udstilling, København 1895
- Raadhusudstilling, København 1901
- Foraars Udstillingen, København 1903
- Landsudstilling, Århus 1909
- Kvindelige kunstneres retrospektive udstilling, Den frie udstillingsbygning, København 18. sept.—14. okt. 1920